# 柴田南雄音楽評論賞
〈柴田南雄音楽評論賞〉（しばたみなおおんがくひょうろんしょう、Minao Shibata Award for musical criticism）は、学校法人桐朋学園が運営する音楽評論家育成のための顕彰事業。

## 概要
1983年に財団法人アリオン音楽財団により発足した〈アリオン賞〉の旧音楽評論部門として1988年に第一回選考が行われ、1996年からは、同賞の選考委員でもあった作曲家・評論家の柴田南雄の業績を称え〈柴田南雄音楽評論賞〉と改称、音楽評論家の登竜門として設けられた。2006年度までは隔年で公募選考が実施されていたが、2007年度からは毎年募集されることになった。2011年度には同賞創設来初めて本賞が贈られた。同賞の前身〈アリオン賞〉音楽評論部門の開始から24年目、〈柴田南雄音楽評論賞〉への改称から16年目にして初の贈賞となった。2012年度にも本賞を授賞した。2013年のアリオン音楽財団の解散により、同財団の残余財産は学校法人桐朋学園に寄付され、本賞の主催は桐朋学園大学アリオン江戸音楽振興基金に移行した。

## 過去の受賞者
- 1996年度 本賞：該当者なし（奨励賞：恩地元子・野々村禎彦）
- 1998年度 本賞：該当者なし（奨励賞：新田孝行）
- 2000年度 本賞：該当者なし（奨励賞：今田健太郎）
- 2002年度 本賞：該当者なし（奨励賞：石塚潤一）
- 2004年度 本賞：該当者なし（奨励賞：なし）
- 2006年度 本賞：該当者なし（奨励賞：齋藤桂・中村芳生）
- 2007年度 本賞：該当者なし（奨励賞：澤谷夏樹・長井進之介）
- 2008年度 本賞：該当者なし（奨励賞：高野裕子）
- 2009年度 本賞：該当者なし（奨励賞：竹内直）
- 2010年度 本賞：該当者なし（奨励賞：齋藤俊夫）
- 2011年度 本賞：澤谷夏樹
- 2012年度 本賞：秋元陽平

## 桐朋学園への運営移行後の受賞者
- 2014年、第1回　該当者なし
- 2015年、第2回　該当者なし
- 2016年、第3回　本賞：該当者なし / 奨励賞：仲辻真帆、新田愛
- 2017年、第4回　本賞：鐵百合奈、堀内彩虹 / 奨励賞：なし
- 2018年、第5回　本賞：鐵百合奈 / 奨励賞：西村紗知
- 2019年、第6回　該当者なし
- 2020年、第7回　本賞：相馬巧 / 奨励賞：布施砂丘彦
- 2021年、第8回　該当者なし
- 2022年、第9回　本賞：該当者なし / 奨励賞：小島広之
- 2023年、第10回　本賞：該当者なし / 奨励賞：灰街令、深貝理紗子